# Andorras fodboldforbund
Andorras fodboldforbund (catalansk: Federació Andorrana de Futbol) er det nationale fodboldforbund i Andorra og dermed det øverste ledelsesorgan for fodbold i landet. Det administrerer Primera Divisió d'Andorra (landets bedste fodboldrække), Copa Constitució (landets cupturnering) og landsholdet og har hovedsæde Escaldes-Engordany.
Forbundet blev grundlagt og fik medlemskab i UEFA i 1994 og blev medlem af FIFA i 1996.

## Ekstern henvisning
- fedandfut.com Arkiveret 7. februar 2008 hos  Wayback Machine

| Fodbold | Spire Denne artikel om en fodboldorganisation er en spire som bør udbygges. Du er velkommen til at hjælpe Wikipedia ved at udvide den. |